# MeKaDo
MeKaDo var en tysk musikgruppe som bestod af Melanie Bender, Kati Karney og Dorkas Kiefer. Gruppen repræsenterede Tyskland ved Eurovision Song Contest 1994 med den festlige "Wir geben 'ne Party", som fik en 3. plads.

## Medlemmer
- Melanie Bender
- Kati Karney
- Dorkas Kiefer

| Efterfulgte: Münchener Freiheit med Viel zu weit | Tyskland i Eurovision Song Contest 1994 | Efterfulgtes af: Stone & Stone med Verliebt in dich |